# Lónyay de Nagy-Lónya et Vásáros-Namény

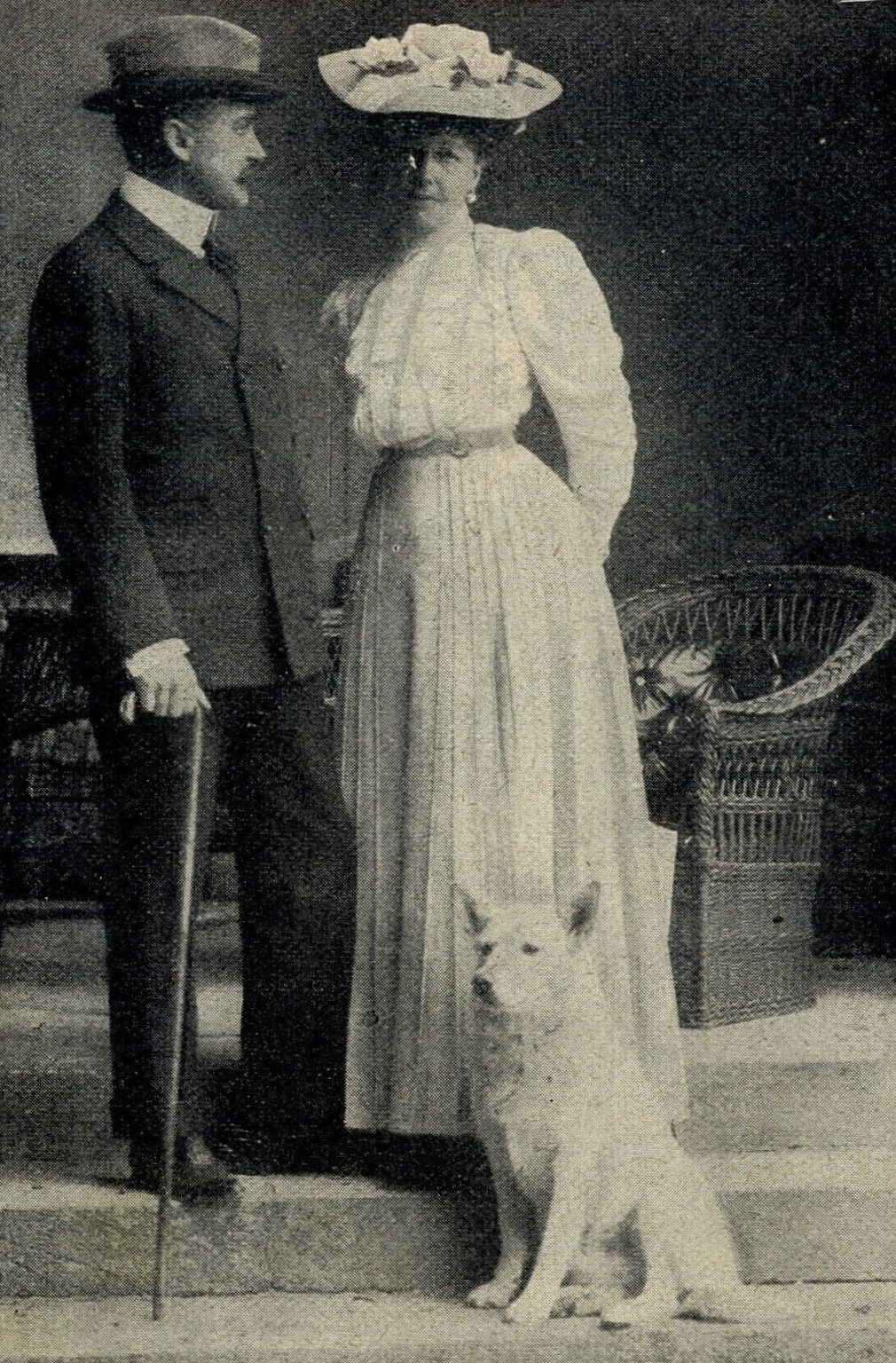
Elemér Lónyay (1863-1946) en Stefanie van België (1864-1945), 1906

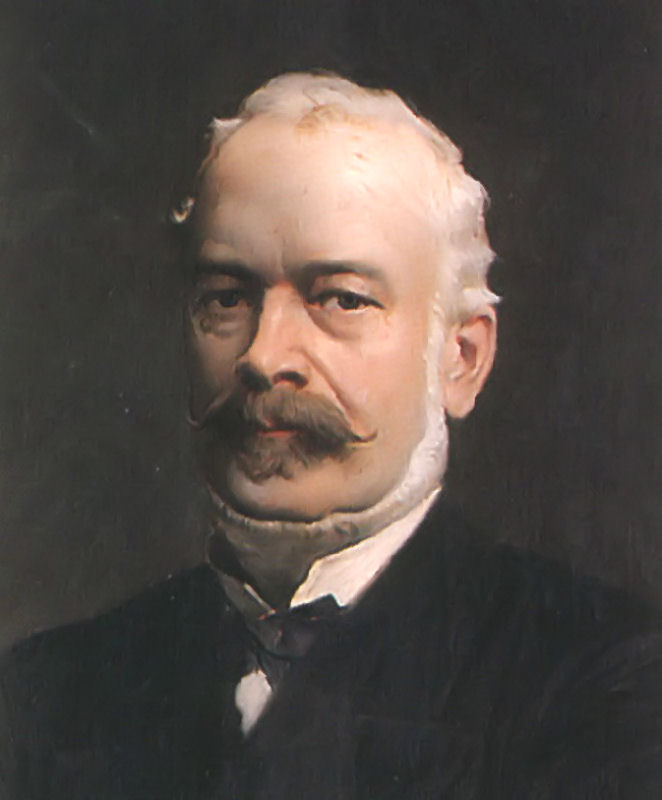
Menyhért Lónyay (1822-1884), door Gyula Benczúr

Lónyay de Nagy-Lónya et Vásáros-Namény (vaak afgekort tot Lónyay) is een oud-adellijk Hongaars geslacht.

## Geschiedenis
De stamreeks begint met Jacobus dictus Koke die in 1285 van koning Ladislaus IV van Hongarije de heerlijkheid Kis- en Nagy-Lónya ontving (die tot de Tweede Wereldoorlog in dit geslacht zou blijven) en door huwelijk Namény waarna leden van het geslacht zich daarnaar gingen noemen en het predicaat aannamen. In 1627 volgde de verheffing tot baron, in 1871 tot graaf voor Menyhért Lónyay (1822-1884), en in 1896 hetzelfde voor de twee broers Gabriel (1861-1917) en Elemér Lónyay (1863-1946). Tot slot werd in 1910 Albert Lónyay (1850-1923) verheven tot graaf.
De familie werd bekend door het huwelijk van Elemér Lónyay (1863-1946) met prinses Stefanie van België (1864-1945). Hij werd in 1917 verheven tot vorst Lónyay de Nagy-Lónya et Vásáros-Namény bij eerstgeboorte met het predicaat Doorluchtigheid, maar hij had geen nakomelingen waardoor die titel met zijn overlijden kwam te vervallen.
In Nederland ontstond een connectie in 1961 door een huwelijk met een telg uit het geslacht Van Nispen.
In 2003 leefden nog vier grafelijke mannelijke afstammelingen, allen behorend tot de jongste tak, de laatste geboren in 1992.

## Enkele telgen

### Oudste tak
Edmund baron Lónyay de Nagy-Lónya et Vásáros-Namény, heer van Nagy-Lónya, enz. (1834-1885), kamerheer, erfelijk lid van het Magnatenhuis
- Gabriel graaf Lónyay de Nagy-Lónya et Vásáros-Namény, heer van Nagy-Lónya (1861-1917)
  - Gabriel graaf Lónyay de Nagy-Lónya et Vásáros-Namény, heer van Nagy-Lónya (1888-1954), Hongaars ambtenaar en kustwachtkapitein
    - Blanche-Marie gravin Lónyay de Nagy-Lónya et Vásáros-Namény (1929-2016), laatste telg van deze tak; trouwde in 1961 met jhr. mr. Hubert van Nispen tot Sevenaer (1928-2016), diplomaat, laatstelijk ambassadeur te Brussel, telg uit het geslacht Van Nispen
- Elemér vorst Lónyay de Nagy-Lónya et Vásáros-Namény (1863-1946); trouwde in 1900 met prinses Stefanie van België (1864-1945), weduwe van kroonprins Rudolf van Oostenrijk (1858-1889)

### Middelste tak
Menyhért (Melchior) graaf Lónyay de Nagy-Lónya et Vásáros-Namény (1822-1884), Hongaars Geheimraad, politicus en premier van Hongarije
- Adelbert graaf Lónyay de Nagy-Lónya et Vásáros-Namény (1846-1890)
  - Melchior graaf Lónyay de Nagy-Lónya et Vásáros-Namény (1873-1937)
    - Martha gravin Lónyay de Nagy-Lónya et Vásáros-Namény (1897-1948); trouwde in 1921 met Ferenz (Franz) graaf Hunyadi von Kétely (1895-1966), kamerheer en afgevaardigde in het Hongaars parlement
    - Marie-Antoinette gravin Lónyay de Nagy-Lónya et Vásáros-Namény (1898-1970); trouwde in 1921 met Josef graaf Jankovich-Bésán de Pribér, Vuchin et Duna-Szekcsö (1896-1972), grootgrondbezitter en erfelijk lid van het Magnatenhuis
    - Ella gravin Lónyay de Nagy-Lónya et Vásáros-Namény (1909-1979), laatste telg van deze tak

### Jongste tak
Albert graaf Lónyay de Nagy-Lónya et Vásáros-Namény (1850-1923), kamerheer, Geheimraad en cavaleriegeneraal
- Ernst Leopold graaf Lónyay de Nagy-Lónya et Vásáros-Namény (1898-1958), Hongaars luitenant
  - Ludwig graaf Lónyay de Nagy-Lónya et Vásáros-Namény (1938), lid Raad van Bestuur onderneming en chef de famille
    - Alexander graaf Lónyay de Nagy-Lónya et Vásáros-Namény MBA (1981), vermoedelijke opvolger als chef de famille